# NGC 4928
NGC 4928 é uma galáxia espiral (Sbc) localizada na direcção da constelação de Virgo. Possui uma declinação de -08° 05' 05" e uma ascensão recta de 13 horas, 03 minutos e 00,5 segundos.
A galáxia NGC 4928 foi descoberta em 25 de Abril de 1784 por William Herschel.